# 斎藤七五郎
斎藤 七五郎（さいとう しちごろう、1870年1月13日（明治2年12月12日） - 1926年（大正15年）7月23日）は、日本の海軍軍人。海兵20期恩賜、海大4期首席。最終階級は海軍中将。

## 経歴
宮城県仙台（現・仙台市若林区荒町）に、麹屋を営む斎藤七兵衛・シナの子として生れる。生家は貧しく、斎藤は納豆売りなどで家計を助けた。宮城県立仙台中学校を経て第二高等学校に進むも中退し、海軍兵学校（20期）に入校。1893年（明治26年）12月に卒業（31名のうち3位、恩賜品を拝受）。少尉候補生として「扶桑」に乗り組み日清戦争に従軍。1895年（明治28年）3月、海軍少尉に任官。
1896年（明治29年）10月、「富士」回航委員としてイギリスに出張。1897年（明治30年）12月に海軍中尉に進級。1898年（明治31年）10月、海軍大尉に進級すると同時に「豊橋」分隊長。「金剛」砲術長、「鳥海」航海長、「千代田」航海長、呉鎮守府副官を歴任。1902年（明治35年）、海軍大学校将校科甲種学生（4期）。
日露戦争開戦の直前、1904年（明治37年）1月に、海軍大学校を退校して第一艦隊参謀。前年12月28日に編成された連合艦隊の参謀を兼ねる。連合艦隊先任参謀の有馬良橘中佐を中心とした旅順港閉塞作戦の策定に、開戦前から加わる。第1回旅順港閉塞作戦に「仁川丸」、第2回閉塞作戦に「弥彦丸」の各指揮官として参加した。

同年3月、海軍兵学校教官に転じ、一時期は大本営付を兼務。同年7月、海軍少佐に進級。日露戦争の終結後、1905年（明治38年）12月に海軍大学校に復校し、1906年（明治39年）7月に卒業（首席、恩賜の軍刀を拝受）すると同時に、
再び第一艦隊参謀。練習艦隊参謀、「出雲」航海長、軍令部参謀、（兼）参謀本部部員を歴任し、1908年（明治41年）9月、海軍中佐に進級。1910年（明治43年）2月からアメリカ駐在、翌年にはイギリス駐在となる。1911年（明治44年）12月に「敷島」副長、1912年（大正元年）12月に海軍大学校教官に転じ、1913年（大正2年）12月、海軍大佐に進級。
1914年（大正3年）5月に海軍省人事局員、1916年（大正5年）4月に人事局第1課長（兼）第2課長、同年8月に「八雲」艦長、1917年（大正6年）に第三艦隊参謀長。1918年（大正7年）12月、海軍少将に進級すると同時に呉鎮守府参謀長。
1920年（大正9年）12月、軍令部第1班長となり、1922年（大正11年）12月、海軍中将に進級すると同時に第5戦隊司令官。
1923年（大正12年）6月、練習艦隊司令官に転じ、1924年（大正13年）4月、軍令部次長に就任したが、胃癌を発し、1926年（大正15年）7月、軍令部次長在職のまま死去。満56歳没。

## 没後
現・仙台市若林区荒町にあった生家の敷地（間口6間、奥行き25間、150坪）は、斎藤の遺言により1934年（昭和9年）に仙台市に寄付され「斎藤記念館」が建てられた。戦後は公共施設用地となり、2010年（平成22年）まで立地していた荒町市民センターが移転後は、「齋藤七五郎記念 元気広場」として整備され、その一角に、斎藤の顕彰碑と説明板（2010年以前の状況）が現存する（2012年現在）。
斎藤は、練習艦隊司令官として豪州・ニュージーランド方面への遠洋航海を指揮した際に、多くの土産物を持ち帰った。これらは、斎藤の遺品として、戦前は「斎藤記念館」（前述）に展示され、戦後は仙台市立荒町小学校に移管されたものの、存在が忘れられていた。2008年（平成20年）、同小学校の校舎改築の折に発見され、荒町市民センターが引き取って整理し、目録を作成した。
遺品は、タペストリー、椰子の工芸品など30数点に上り、2014年現在、荒町市民センター1Fの「娯楽室兼記念室」に保管されている。

## 栄典
位階
- 1895年（明治28年）6月8日 - 正八位[16]
- 1898年（明治31年）
  - 3月8日 - 従七位[17]
  - 10月31日 - 正七位[18]
- 1903年（明治36年）12月25日 - 従六位[19]
- 1908年（明治41年）12月11日 - 正六位[20]
- 1914年（大正3年）1月30日 - 従五位[21]
- 1919年（大正8年）1月10日 - 正五位[22]
- 1922年（大正11年）12月28日 - 従四位[23]
- 1926年（大正15年）7月23日 - 正四位[24]

勲章等
- 1895年（明治28年）11月18日 - 勲六等単光旭日章[25]・明治二十七八年従軍記章[26]
- 1900年（明治33年）11月30日 - 勲五等瑞宝章[27]
- 1902年（明治35年）5月10日 - 明治三十三年従軍記章[28]
- 1905年（明治38年）11月30日 - 勲四等瑞宝章[29]
- 1906年（明治39年）4月1日 - 功四級金鵄勲章・旭日小綬章・明治三十七八年従軍記章[30]
- 1909年（明治42年）4月18日 - 皇太子渡韓記念章[31]
- 1913年（大正2年）5月31日 – 勲三等瑞宝章[32]
- 1915年（大正4年）11月7日 - 旭日中綬章・大正三四年従軍記章[33]
- 1920年（大正9年）11月1日 - 勲二等旭日重光章[34]・戦捷記章[35]
- 1921年（大正10年）7月1日 - 第一回国勢調査記念章[36]
- 1926年（大正15年）7月23日 - 勲一等瑞宝章[24]